# Luis Macas
Luis Alberto Macas Ambuludí (Saraguro, Província de Loja, 3 de juny de 1950) és un dirigent polític i intel·lectual indígena equatorià de nacionalitat kichwa.

## Biografia
Macas és llicenciat en antropologia, lingüística i doctor en jurisprudència. Va ser el primer legislador nacional de tall indígena electe i triat pel Moviment Pachakutik, en la contesa electoral de 1996.
Amb altres líders de diferents organitzacions camperoles i de nacionalitats i pobles indígenes de l'Equador, va constituir la Confederación de Nacionalidades Indígenas del Ecuador (CONAIE) el 1986, quedant a càrrec de la difusió de premsa de l'organització.
En 1988 va ser designat vicepresident de la CONAIE durant la celebració del segon congrés d'aquesta organització. Més tard tindria un rol protagonista en el desenvolupament del Primer Aixecament Indígena al juny de 1990, que va tenir repercussions a nivell nacional i va significar l'emergència del moviment indígena com un representatiu actor dins del quefer social i polític de l'Equador.
Al desembre de 1990 és nomenat president de la CONAIE i dos anys més tard encapçalaria les mobilitzacions en contra de la celebració del "Cinquè Centenari del Descobriment d'Amèrica". Durant la seva presidència, la CONAIE i les seves organitzacions filials, van aconseguir el reconeixement legal dels drets de la població indígena de l'Amazònia equatoriana, sobre els seus assentaments ancestrals amenaçats per l'explotació petroliera, fustera i minera, després d'una caminada que va recórrer més de 500 quilòmetres des de la Amazonía fins a Quito.
L'abril del 1994, a San Francisco (EUA), rep el Premi Mediambiental Goldman lliurat anualment per part de la fundació del mateix nom, per la seva activa contribució, a promoure els drets col·lectius dels pobles indígenes i la protecció del medi ambient.
En 1996 és elegit diputat de la República pel Moviment Pachakutik, exercint-se més tard com a cap del bloc parlamentari d'aquesta formació política al Congrés Nacional.
Va ser un dels dos primers ministres indígenes (agricultura) elegit pel president Lucio Gutiérrez en 2003, càrrec que va abandonar per estar en desacord amb la política neoliberal del govern.
Des de desembre de 2004 és novament president de la CONAIE.
A l'agost de 2006 es va postular com candidat a la Presidència de la República de l'Equador on va quedar en sisè lloc en les eleccions amb un total del 2 dels vots.